# 馬尼扎·塔拉什
馬尼扎·塔拉什（波斯語：‎，2002年—），舞者名Talash，是一名阿富汗女子霹靂舞運動員。她以國際奧委會難民奧運代表團成員的身份參加了2024年夏季奧林匹克運動會。

## 生平
塔拉什出生於2002年，在阿富汗喀布爾長大。她17歲時透過Facebook的影片第一次發現霹靂舞。她說：「當我在網路上看到一個男人在頭頂上轉圈的影片時……我立刻告訴自己：『這就是我這輩子想要做的事！』」。她得以與影片中的男子取得聯繫，並加入喀布爾一家名為Superiors Crew的霹靂舞俱樂部，她是該俱樂部56名成員之一，也是唯一的女孩。
塔拉什被媒體形容為「阿富汗第一位女性霹靂舞者」，她面臨的挑戰是，在阿富汗許多人對舞蹈的看法是負面的。儘管受到家人的反對和許多死亡威脅，她仍繼續跳霹靂舞。她的俱樂部曾三次成為炸彈的目標，其中兩次爆炸造成多人死亡。第三次是一場未遂的自殺式炸彈攻擊，但被警方制止。之後，該俱樂部因「重大威脅」而被勒令關閉。儘管經歷了種種困難，當被問及是否曾考慮放棄時，她回答說：「我太愛霹靂舞了，不可能放棄！」
塔利班在2021年8月接管阿富汗後，以「不符合伊斯蘭教」為由取締跳舞，塔拉什和弟弟便越境到巴基斯坦，在那裡生活了一年。之後，她和弟弟以及其他六名霹靂舞俱樂部成員以難民身份移居西班牙。
2024年，透過朋友的介紹，塔拉什被國際奧委會難民奧運代表團發掘，並被選入2024年夏季奧林匹克運動會，這也是霹靂舞的首次亮相。她參加了奧運會，並在預選賽中穿著印有「解放阿富汗婦女」（Free Afghan Women）字樣的披肩。她在該回合以0:3敗給來自荷蘭的英迪亞·薩德喬，後來結果更新為她因展示政治口號而被取消資格，這是違反《奧林匹克憲章》第50條規定的。

## 個人生活
塔拉什在2022年搬到馬德里之後學習西班牙語。她的母親一直住在阿富汗，在2024年搬到西班牙與塔拉什和她的弟弟團聚。塔拉什喜歡染頭髮，目前正在製作一個街頭服裝時尚系列，靈感來自阿富汗的傳統設計。